# 涂绍煃
涂绍煃（约1582年—1645年），字伯聚，号映薇，江西新建县人。明朝政治人物。

## 生平
涂绍煃是明万历四十三年（1615年）乙卯科江西乡试第四名举人，万历四十七年（1619年）殿試得中二甲第45名進士。都察院觀政，次年授南京工部虞衡司主事，天啓二年（1622年）調南京吏部，升吏部考功司郎中，崇禎元年（1628年）升四川督学右參政，四年升河南按察使、分守汝南道，整饬信陽兵备，六年升本省右布政使，本年养病。起广西布政使，歷官云南巡抚等职务。他同宋应升、宋应星等交往，赞助过宋应星出版《天工开物》。1634年，涂绍煃母親去世时，宋应升說：「不佞兄弟乡籍并同，且相参乎研（砚）席，又肺腑之获通。」
弘光元年（清順治二年，1645年）六月，清朝部队攻入江西。涂绍煃携家人出走，但船行到君山湖时陡然刮起大风，全家遇难。

## 相关文献
涂绍煃的同窗万时华等在其出任四川提督学政时，写下《偶感涂伯聚先生往事》表示庆贺： 
|  | 新朝抗疏动明君，北阙因劳谕蜀文。蛮部正当鼙鼓定，师儒旧已斗山闻。 葭沾别路秋江雨，猿避官舆晓峡云。城号芙蓉花尚在，今看桃李共氤氲。 |

涂绍煃的徒生熊文举在其过世十周年之时，写下《偶感涂伯聚先生往事》以表怀念： 
|  | 重游涛屋乔松伐，想到锺陵宿草芋。白发门生伤往事，每披遗稿一潸然。 |

|  | 南铃粉署书声在，西蜀文衡古义敦。不道重湖泉壤隔，杜鹃烟雨吊残魂。 |

|  | 寻常论世谈锋锐，慷慨忧天泪雨多。国士于今成朽腐，上官谁复忆婀娜。 |

|  | 共赏奇文灯剡剡，喜谈名理玉霏霏。江天满目春风浩，长记玄亭问字归。 |

## 家族
高祖涂貴；曾祖父涂鸞；祖父涂乾，赠御史。父，官光禄寺少卿。母劉氏。